# Amerikaans voetbalkampioenschap 1917/18
In 1917/18 werd het zestiende seizoen van de National Association Football League gespeeld. Paterson FC werd dit seizoen kampioen.

## Eindstand
| Plaats | Club                     | Wed. | W  | G | V  | Ptn |
| ------ | ------------------------ | ---- | -- | - | -- | --- |
| 1.     | Paterson FC              | 14   | 12 | 1 | 1  | 25  |
| 2.     | Bethlehem Steel FC       | 14   | 11 | 1 | 2  | 23  |
| 3.     | West Hudson AA           | 14   | 7  | 1 | 6  | 15  |
| 4.     | Kearny Scots             | 14   | 6  | 2 | 6  | 14  |
| 5.     | Tacony (PA) Disston AA   | 14   | 5  | 2 | 7  | 12  |
| 6.     | Bayonne Babcock & Wilcox | 14   | 4  | 3 | 7  | 11  |
| 7.     | New York Field Club      | 14   | 4  | 3 | 7  | 11  |
| 8.     | Jersey AC                | 14   | 0  | 1 | 13 | 1   |